# Gennadas brevirostris
Gennadas brevirostris är en kräftdjursart som beskrevs av Eugène Louis Bouvier 1905. Gennadas brevirostris ingår i släktet Gennadas och familjen Benthesicymidae. Inga underarter finns listade i Catalogue of Life.